# Jean-Louis Rosier
Jean-Louis Rosier, född 14 juni 1925, död 1 juli 2011, var en fransk racerförare. Han var son till racerföraren Louis Rosier.
Jean-Louis Rosier debuterade i Le Mans 24-timmars tillsammans med sin far 1949, men bilen tog sig inte i mål. Desto bättre gick det året därpå, när far och son Rosier vann tävlingen.